# Центральное Конго (провинция)
Центральное Конго (конго Kôngo ya Kati; фр. Kongo central; бывший Нижний Заир и Нижнее Конго) — провинция Демократической республики Конго, расположенная на западе страны. Административным центром провинции является город Матади.
Это единственная провинция, имеющая выход к океану (Атлантический океан), хотя протяжённость её береговой линии равна всего 37 км. Провинция граничит с Киншасой на северо-востоке, Кванго на востоке, Республикой Ангола на юге, ангольским эксклавом Кабинда и Республикой Конго на севере. Провинция Центральное Конго была образована в 2009 году из провинции Нижнее Конго в прежних границах, согласно новой конституции страны от 2005 года.

## Города и территории

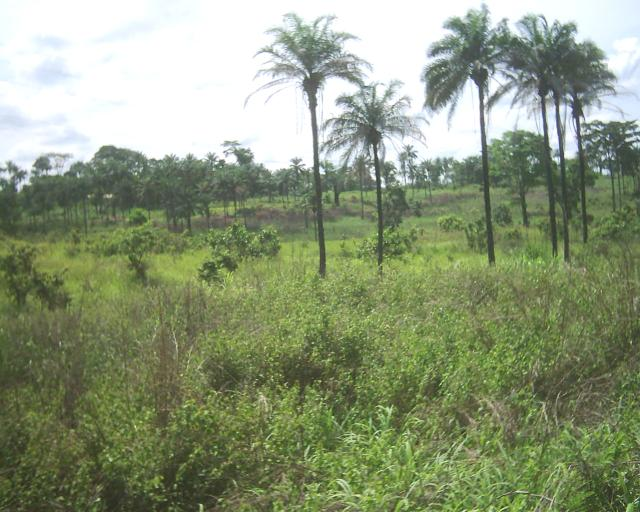
Пейзаж Центрального Конго

- Города
  - Бома
  - Матади

- Территории
- Район Бас-Флёв (Bas-fleuve)
  - Лукула
  - Секе-Банза
  - Чела
- Район Катарактес (Cataractes)
  - Луози
  - Мбанза-Нгунгу
  - Сонгололо
- Район Лукая (Lukaya)
  - Касангулу
  - Кимвула
  - Мадимба